# Hans Techel

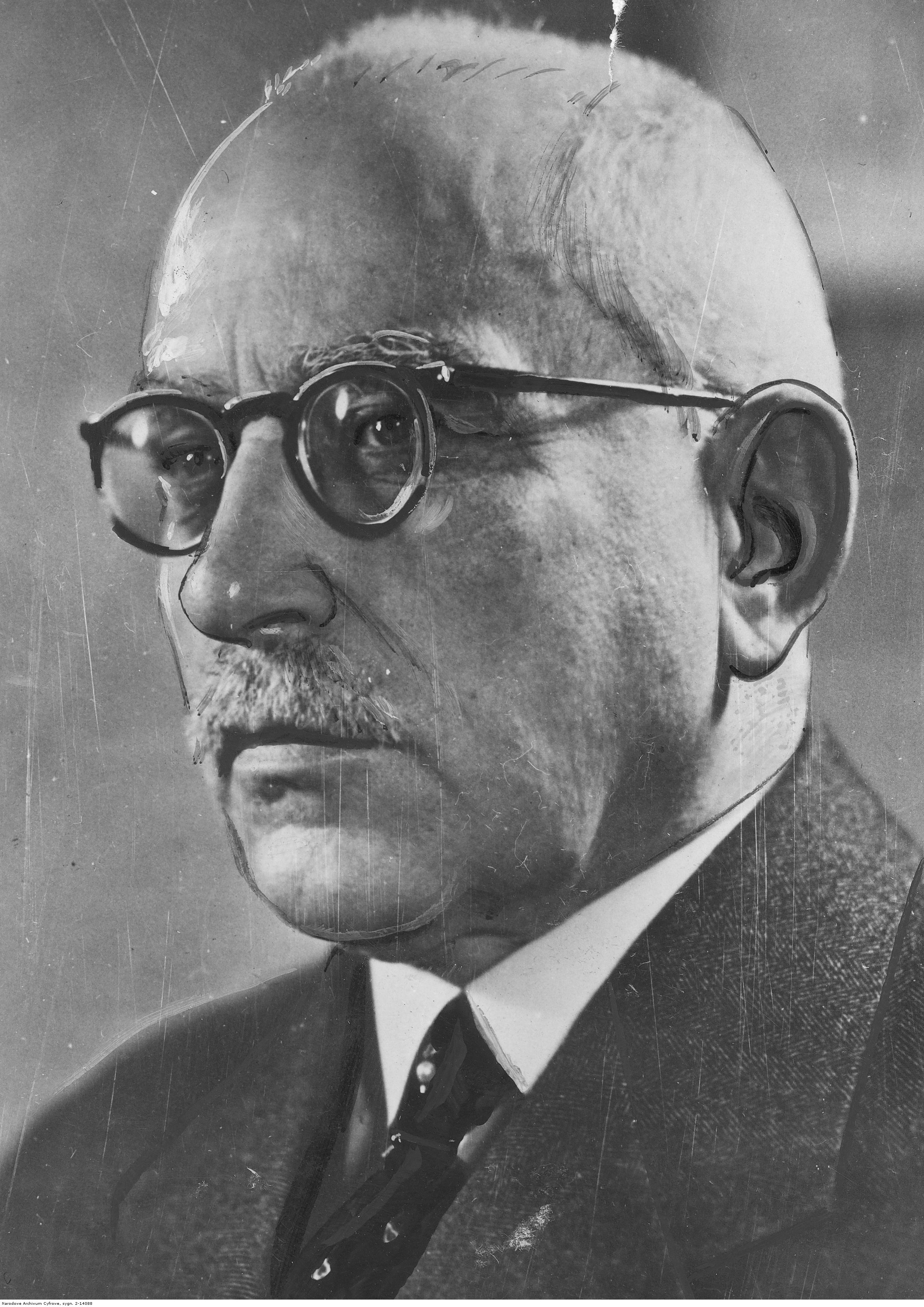
Hans Techel

Hans-Heinrich Ludwig Friedrich Techel (* 12. Februar 1870 in Neukloster; † 22. Februar 1944) war ein deutscher Schiffbauingenieur und U-Boot-Konstrukteur.

## Leben
Hans Techel besuchte die Schule in Wismar, studierte zunächst ab 1889 Philosophie an der Universität Rostock, wechselte dann den Studiengang und studierte Schiffs- und Maschinenbau an der Technischen Hochschule Berlin-Charlottenburg. Nach Abschluss des Studiums arbeitete er ab 1895 in der Konstruktionsabteilung der Schiff- und Maschinenbau AG Germania in Kiel und leitete ab Juli 1901 für die Howaldtswerke in Kiel ein großes Schiffbaubüro für Marineschiffe, das 1902 in der Friedrich Krupp Germaniawerft aufging.

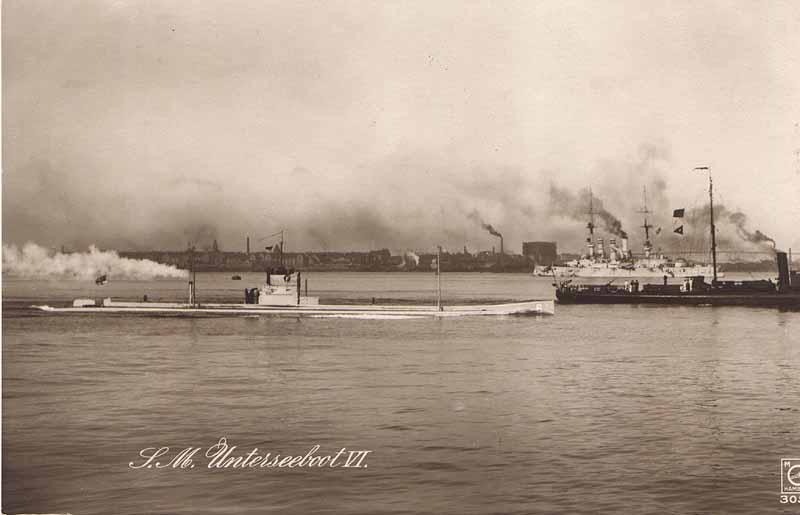
SM U 6 (U-Boot mit Petroleummotoren) mit weißer Abgasfahne

Bei der Kaiserlichen Marine bestanden in diesen Jahren bei der Auftragsvergabe Vorbehalte gegenüber der Germaniawerft, da befürchtet wurde, dass bei dieser durch in sicherheitsrelevanten Bereichen wirkende Ausländer unkontrolliert Wissen ins Ausland weitergegeben werden könnte. 
Im Juli 1907 übernahm Hans Techel auf Vorschlag von Gustav Berling die Gesamtleitung der Abteilung U-Bootbau. Nachdem der spanische U-Bootkonstrukteur Raimundo Lorenzo d’Equevilley-Montjustin nicht mehr im Bereich der Germaniawerft tätig war, der zuvor für den zu dieser Zeit führenden französischen U-Boot-Konstrukteur und Konstrukteur der 1900 in Frankreich in Dienst gestellten Narval Maxime Laubeuf gearbeitet hatte und nach dessen Plänen in Kiel das U-Boot Forelle sowie die drei größeren ebenfalls 1904 per Eisenbahn nach Russland ausgelieferten U-Boote der Karp-Klasse (Karp, Karaß und Kambala) und letztendlich mit Weiterentwicklung durch Gustav Berling auch das erste deutsche Militär-U-Boot U1 (1906) gebaut wurden, erhielt die Germaniawerft, da nunmehr die bis dahin bestehenden Vorbehalte der Marine gegenüber der Germaniawerft nicht mehr zu begründen waren, im Jahr 1908 den Auftrag zum Bau von vier U-Booten für die Kaiserliche Marine.
Diese anschließend in Kiel gebauten Zweihüllen-Hochsee-Boote der Serie U 5 – U 8 (U 5, U 6, U 7 und U 8) sowie das Einzelboot U 16 wurden noch mit Petroleummotoren von Körting ausgerüstet, was dazu führte, dass diese Boote eine blendend weiße Abgasfahne hinter sich herzogen.

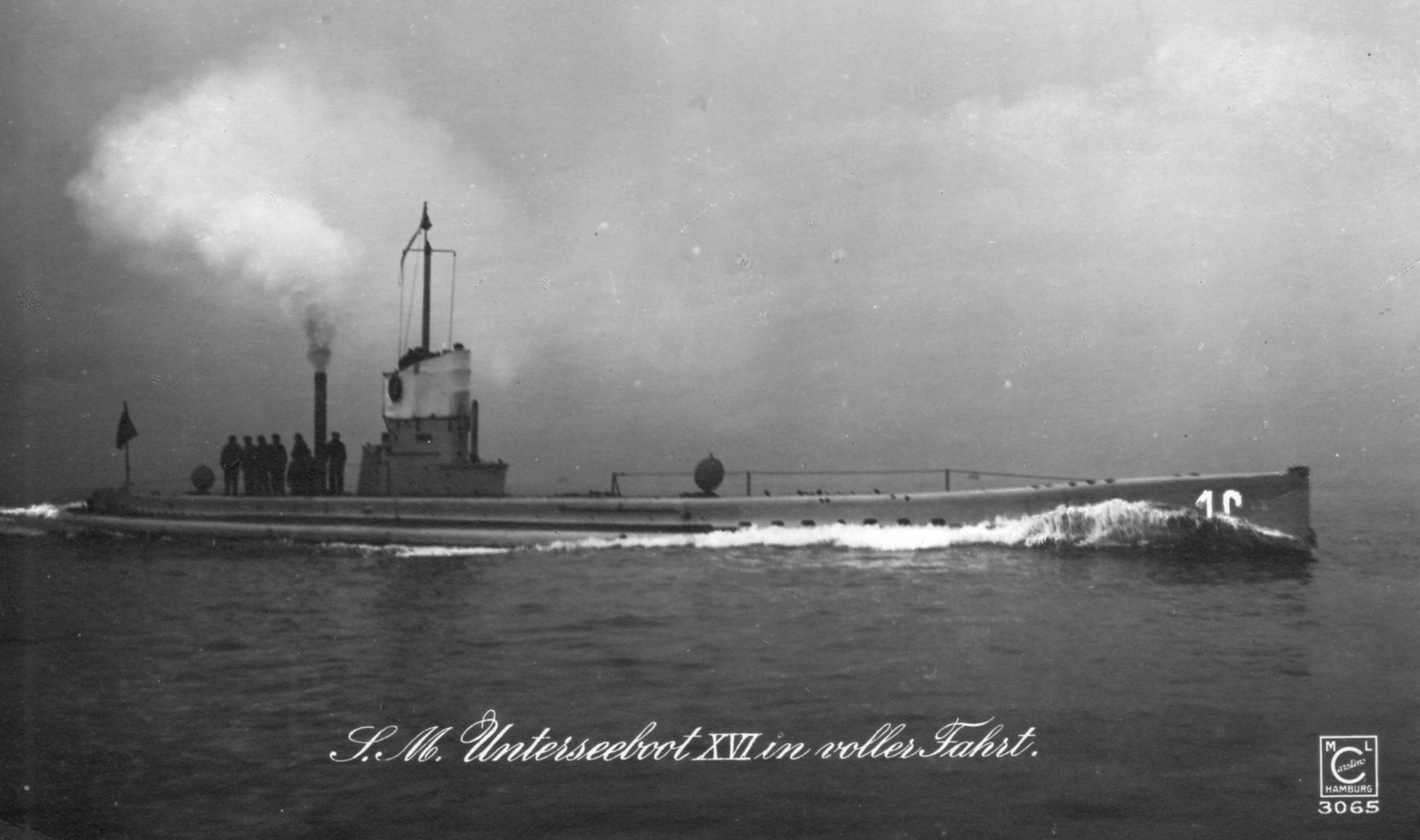
U 16 (U-Boot mit Petroleummotoren) mit weißer Abgasfahne

Hans Techel setzte sich bereits zu dieser Zeit wegen der wesentlich geringeren Brandgefahr für den Einbau von Dieselmotoren ein, die Kaiserliche Marine ließ sich aber erst nach dem für die Königlich Italienische Marine erfolgten Bau des am 22. März 1912 in Kiel vom Stapel gelaufenen und am 5. Februar 1913 in La Spezia in Dienst gestellten U-Boots R.Smg. Atropo vom Vorteil der Dieselmotoren überzeugen. Die Werft baute auch U-Boote für die norwegische Marine (Kobben) und die k.u.k. Kriegsmarine (U 3 und U 4). Unter der Leitung von Hans Techel wurden in der Folge über hundert verschiedene U-Boottypen entworfen und gebaut. Die ersten in Kiel gebauten Zweihüllen-Hochsee-Boote mit Dieselmotoren waren die U-Boote der Serie U 23 - U 26 (U 23, U 24, U 25 und U 26).

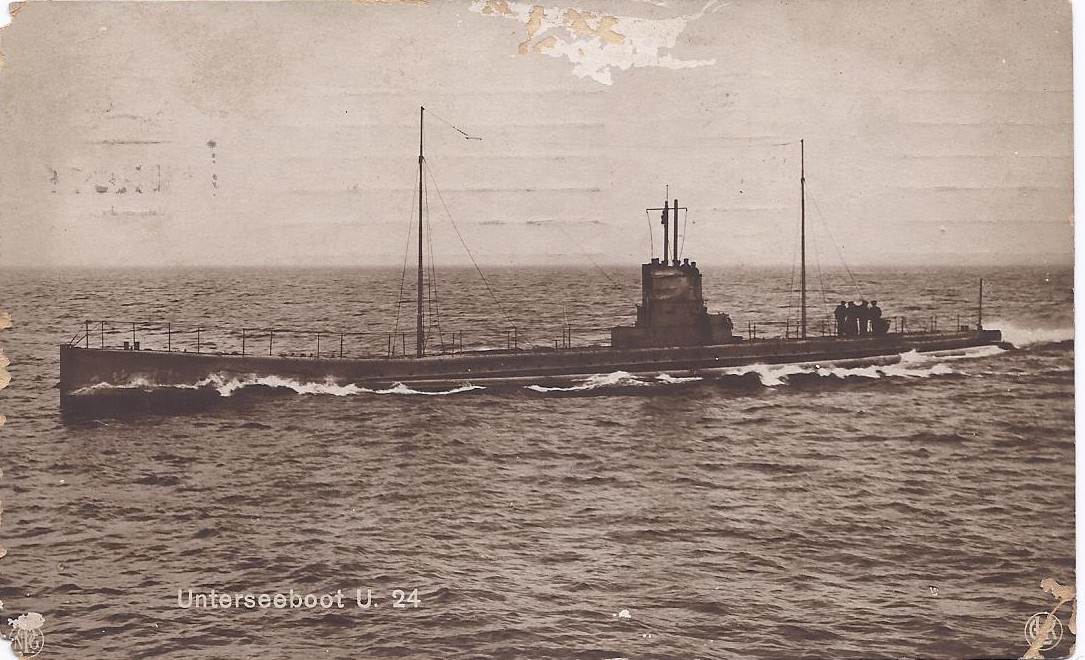
U 24 (U-Boot mit Dieselmotoren)

Das Ende des Ersten Weltkrieges 1918 und das von den Alliierten gegen Deutschland verhängte Verbot, U-Boote zu besitzen, zu entwickeln oder zu bauen, beendete zunächst die weitere Entwicklung in Deutschland.
Hans Techel war seit 1915 aktiv am Bau der niederländischen Leichten Kreuzer der Java-Klasse Sumatra und Java beteiligt, wobei die Fertigstellung der Sumatra (Stapellauf 1920) und Java (Stapellauf 1921) sich verzögerte, da die Alliierten nach Kriegsende Deutschland nicht erlaubten, Teile der bereits während des Krieges bestellten Waffen an die Niederlande zu liefern.
Nach Abschluss des Versailler Vertrags betreute Hans Techel in Japan (Kōbe) den Bau von U-Booten und anschließend in den Niederlanden die Fertigstellung der Kreuzer Sumatra und Java.
Im Jahr 1922 veröffentlichte er eine ausführliche Schrift über den Bau von Unterseebooten auf der Germaniawerft. Zuletzt war er technischer Direktor des holländischen U-Boot-Konstruktionsbüros Ingenieurskantoor voor Scheepsbouw in Den Haag, hinter dem sich ein von der Reichswehr finanziertes Tarnunternehmen der Reichsmarine verbarg, das er von 1925 bis 1938 leitete. Unter seiner Leitung wurden in dieser Zeit mehr als 400 Entwürfe für U-Boote erstellt.
Er war Mitglied der Schiffbautechnischen Gesellschaft und wohnte zuletzt in Den Haag in den Niederlanden. Er war auch Mitglied des Vereins Deutscher Ingenieure (VDI).

## Ehrungen
Hans Techel wurde im Jahr 1917 von der Technischen Hochschule Berlin-Charlottenburg zum Dr.-Ing. E. h. ernannt. Im Jahr 1940 verlieh ihm Adolf Hitler zu seinem 70. Geburtstag die Goethe-Medaille für Kunst und Wissenschaft.
Nach Hans Techel wurde 1966 das Kleinst-U-Boot der Klasse 202 der deutschen Bundesmarine S-172 Hans Techel benannt.

## Werke
- Der Bau von Unterseebooten auf der Germaniawerft. Verlag des Vereins deutscher Ingenieure, Berlin 1922, Zweite unveränderte Auflage, Berlin 1923 (Digitalisat)